# Due gemelle nel pallone
Due gemelle nel pallone (Switching Goals) è un film del 1999 diretto da David Steinberg e interpretato da Mary-Kate e Ashley Olsen.

## Trama
Samantha "Sam" Stanton è una ragazza sportiva, atletica e competitiva che riesce in qualsiasi cosa faccia, è un maschiaccio e per questo ha problemi con i ragazzi; Emma Stanton al contrario è una ragazza femminile, piace ai ragazzi ed è studiosa, ma non è per niente brava nello sport.
Anche il loro padre è molto competitivo e allena una squadra di calcio. Sua moglie lo rimprovera perché molto spesso dimostra di preferire Sam, con cui ha maggiore affinità, senza per questo voler meno bene a Emma.
Per quell'anno si è deciso che la squadra di calcio sia mista, ovvero aperta anche alle ragazze. Ci sarà una selezione e alla fine si divideranno i ragazzi in quattro squadre (con diversi allenatori) che poi si scontreranno tra loro. La signora Stanton convince il marito a scegliere come primo giocatore Emma, in modo tale che la ragazza acquisti fiducia in sé stessa: il signor Stanton acquisisce Emma nella sua squadra e cerca di avere anche Sam, ma quest'ultima è scelta da un altro allenatore. Le cose si dimostrano subito difficili: Emma è finita nella squadra più forte e competitiva, perciò quando sbaglia viene  molto criticata dai compagni, mentre Sam è finita in una squadra in cui l'allenatore non allena veramente i ragazzi (che peraltro sono tutti meno bravi di lei), così capisce che in quella squadra non riuscirà mai a vincere.
Le gemelle perciò decidono di scambiarsi: Sam farà finta di essere Emma nella squadra blu e Emma farà finta di essere Sam nella squadra verde. Il cambiamento si nota subito e il team blu sale alle stelle, quando però la signora Stanton si accorge dello scambio, si arrabbia molto anche perché il marito ne era al corrente. Emma e Sam ritornano ai loro ruoli e la loro madre affianca l'allenatore del team verde.
Giunge la finale e sono proprio il team blu e quello verde a scontrarsi. Si scopre che Emma ha un grande talento come portiere, quindi quando il portiere si fa male, sarà lei a sostituirlo con sorpresa di tutti. Alla fine la partita finisce pari, il che rende tutti felici.